# Laura Tassi
Laura Tassi (* 19. Juli 1950 in London) ist eine Schauspielerin und Schauspiellehrerin. 
Tassi lernte in der Schauspielwerkstatt Köln, hatte Privatunterricht bei Anita Ferraris und bei Walter Lott in New York. 
Seit 1984 spielte sie in zahlreichen Theatern in Aachen, Köln, München, London und Wien.
Seit 1994 gibt sie Schauspielunterricht. Zu ihren Schülerinnen gehören u. a. Melanie Wichterich, Jana Voosen und Anna Angelina Wolfers.

## Filmografie
- 1991: Fiona & der Film
- 1992: Walk me home
- 1995: Donner’s Tag (TV)
- 1998: Tatort – Bildersturm
- 1999: Die Wache (RTL), Folge 127